# Abluftsäule

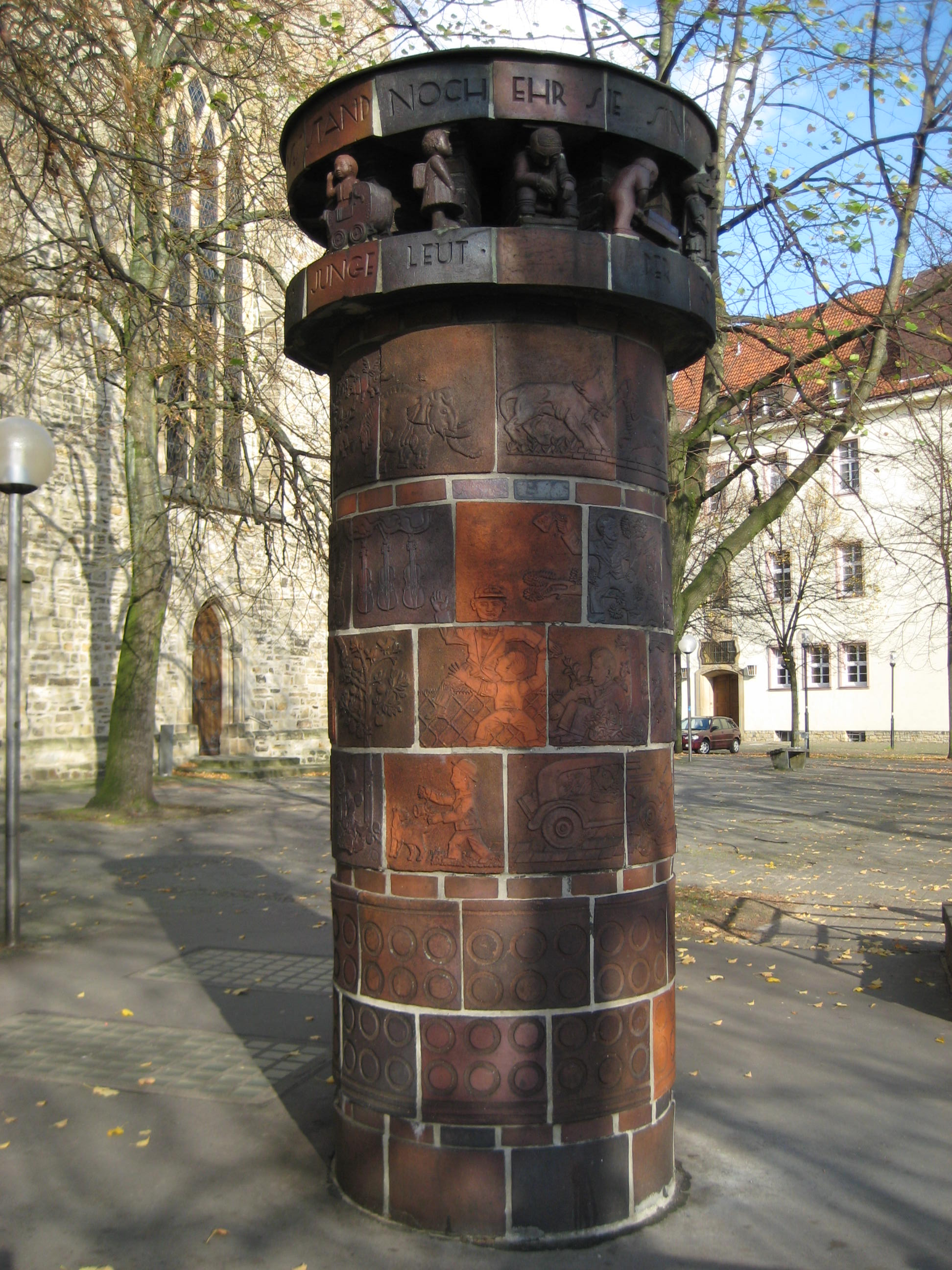
Die Abluftsäule auf der Südseite der Kirche St. Johann

Die Abluftsäule (auch Entlüftungssäule) ist ein unter Denkmalschutz stehender Bauteil in der niedersächsischen Stadt Osnabrück. Sie be- und entlüftet eine unterirdische Toilettenanlage. 

## Geschichte
Der Osnabrücker Bischof Dietmar gründete 1011 das Stift St. Johann, dessen frühgotische Kirche 1292 geweiht wurde. Um das Stift entwickelte sich der zweite Osnabrücker Siedlungskern, die Neustadt. Südlich der Stiftskirche lag der Kirchhof. Auf der Fläche wurde im 19. Jahrhundert eine Bedürfnisanstalt aus Blech errichtet, die in den 1920er Jahren als anstößig empfunden wurde. Sie wurde abgerissen und 1929/1930 eine unterirdische Toilettenanlage mit Zugang über Treppen aus Richtung Johannisstraße gebaut. Zunächst plante die Kirchengemeinde, auf der inzwischen gepflasterten Fläche südlich der Kirche eine Litfaßsäule aufzustellen, um diese zur Entlüftung der Toilettenanlage zu nutzen. Der Vorschlag wurde verworfen, weil der Eindruck der Kirchen-Südfassade nicht durch Werbeplakate auf der Litfaßsäule gestört werden sollte.
Die Kirchengemeinde entschied sich, eine Säule zu errichten, die „die geschäftig vorübereilende Menschen zum Verweilen aufforderte und zur Besinnlichkeit anregte“; sie sollte durchaus auch Humor zeigen. Der Architekt Theo Burlage (1894–1971) entwarf die Säule mit Bekrönung. Die Tonreliefplatten und die Tonfiguren der Bekrönung sind das Werk von Wolfdietrich Stein (1900–1941). Die Platten am Säulenschaft zeigen Tiere und Alltagsszenen wie etwa einen Personenwagen mit darunter liegendem Mann, eine Frau mit Handtasche und aufgespanntem Schirm oder einen Mann, der einem auf der anderen Seite eines Zauns stehenden Jungen mit der erhobenen Hand droht. Die Platten greifen außerdem bekannte Sprichwörter auf wie „Vor der eigenen Tür kehren“ und „Mit den Wölfen heulen“.
Die Bekrönung trägt doppelläufige Schriftbänder mit der Inschrift „Der Tod frisst alle Menschenkind’, fragt nicht wes Stand und Ehr’ sie sind. Der Tod fragt nicht nach Zeit, würgt alt’ und junge Leut’“. Zwischen den Schriftbändern stehen Plastiken. Eine stellt den Tod dar, alle weiteren junge und alte Menschen, die von ihm aus dem Leben gerissen werden.
1979/1980 wurde die Abluftsäule teilweise restauriert; die Arbeiten wurden von der Osnabrücker Künstlerin Ruth Landmann ausgeführt.